# Anthroposémiotique
Cet article court présente un sujet plus développé dans : Communication.
Anthroposémiotique est un synonyme rare de communication humaine, formé dans les années 1970 sur les racines grecques anthropo, désignant l'espèce humaine, et sémio, désignant les signes.

## Courants
Un premier courant trouve ses racines contemporaines chez l'anthropologue Grégory Bateson qui a fondé au XXe siècle le courant de pensée connu en France sous le nom de Ecole de Palo Alto.  Il est revisité au XXIe siècle en France  par Béatrice Galinon-Mélénec via le paradigme de l'"Ichnos-Anthropos" ("Homme-trace")  qui analyse la perception et l'interprétation des signes par un humain dont la relation au monde est filtrée par un "corps-trace" non dualiste (corps et esprit). Il s'ensuit une perspective écologique de la relation humain/milieu et une étude des relations interpersonnelles qui passent par l'interaction de "signes-traces". Pour l'auteur la signification du réel apparaît à chaque individu dans une différence subtile émergeant d'une interaction de systèmes complexes de traces inscrites dans chaque humain comme dans tout ce qui existe en dehors de lui.    

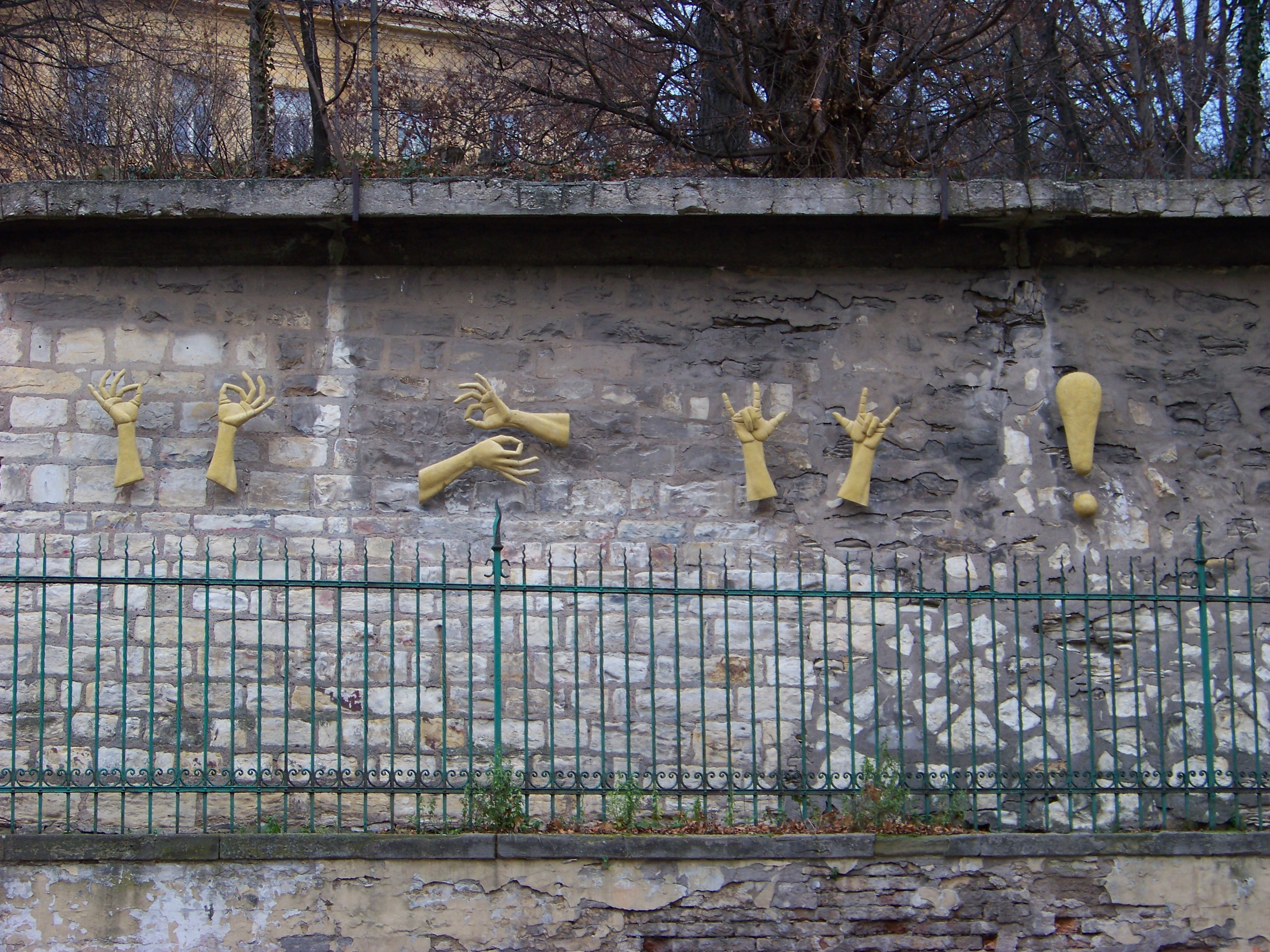
Relief en béton de langue des signes à Prague : La vie est belle, soyez heureux et aimez, par la sculptrice tchèque Zuzana Čížková, sur le mur d'une école pour les élèves sourds.

Un deuxième courant est porté  par ce que l'on nomme le tournant ontologique de la sémiotique : inspirée par les travaux de Greimas,  il tire les leçons de l'anthropologie de la nature de Philippe Descola et de l'anthropologie symétrique de Bruno Latour, s'intéresse aux significations du réel donnée par des collectifs et s'efforce de traiter des données issues d'enquêtes de terrain. Elle aborde les modes d'existence proposés par Latour à la suite de Souriau comme des scènes actantielles, et propose une méthodologie d'analyse complète, associant les différents types de sémioses nécessaires pour décrire une forme culturelle spécifique (Totalité/ Dynamique / Instauration).    